# Veronica Palm

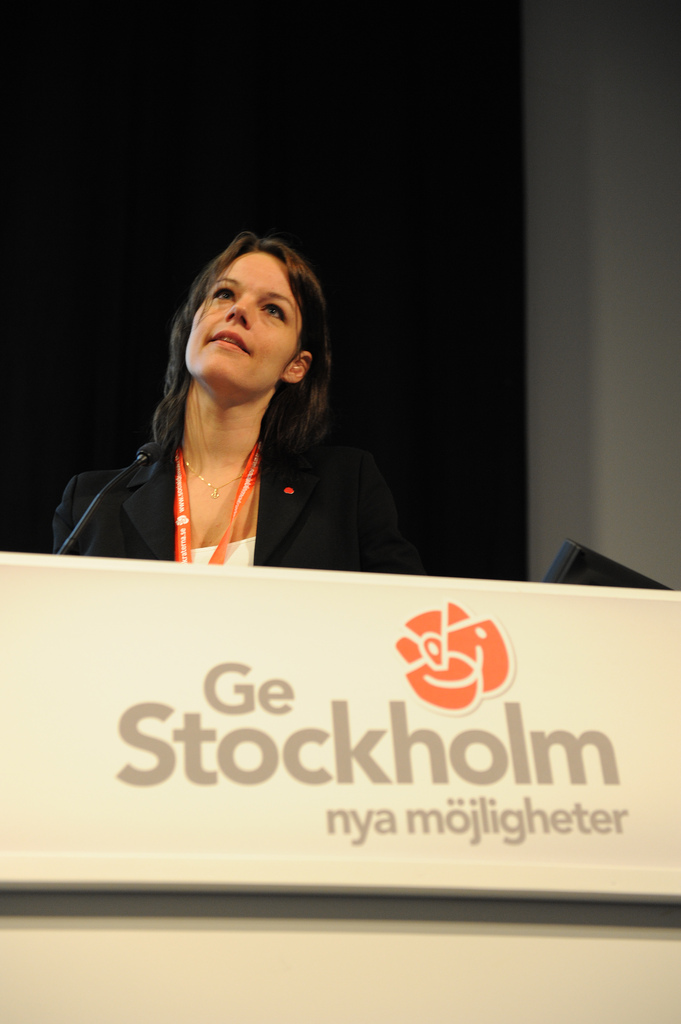
Veronica Palm, 2010.

Anna Veronica Helén Palm, född 1 februari 1973 i Karlskrona, är en svensk författare och debattör och tidigare politiker (socialdemokrat). Hon var ordinarie riksdagsledamot 2002–2015, invald för Stockholms kommuns valkrets, och ordförande för Stockholms arbetarekommun 2009–2016.

## Bakgrund och karriär
Veronica Palm, som är uppvuxen i Kisa, gick ut gymnasiet i Linköping 1991 och arbetade därefter fem år som barnskötare. Åren 1993 och 1994 studerade Palm vid Valla folkhögskola i Linköping. Palm har även läst 37 högskolepoäng inom kvinnovetenskap vid Linköpings universitet.
År 1996 var Palm anställd på Finansdepartementet i Stockholm men flyttade ganska snart tillbaka till Linköping och arbetade där för LO till 1998, då hon blev ledamot i Europaparlamentet där hon satt ett år. Mellan 1999 och 2002 var hon ombudsman på Unga Örnar. Hon blev vald till riksdagsledamot vid riksdagsvalet 2002, invald i Stockholms kommuns valkrets. Enligt egen uppgift brinner hon för frågor kring barns uppväxtvillkor och rättigheter, jämställdhet i hela världen och mänskliga rättigheter. Veronica Palm var ledamot av utrikesutskottet 2002–2008 och vice ordförande för socialförsäkringsutskottet 2008–2010. Hon blev efter riksdagsvalet 2010 vice ordförande för skatteutskottet och i april 2011 blev hon ordförande i civilutskottet. Hon har även varit ledamot (2006–2007) och förste vice ordförande (2007–2008) för riksdagens delegation till Interparlamentariska unionen samt var ledamot av Krigsdelegationen sedan 2008.
Palm har av författaren och S-kännaren Christer Isaksson beskrivits som tillhörande vänsterfalangen inom Socialdemokraterna. Hon nämndes av flera som tänkbar kandidat till partiledarposten 2010 efter Mona Sahlins avgång. Efter att Håkan Juholt blivit partiledare valdes Palm in som suppleant i partiets verkställande utskott. 
Palm lämnade sitt riksdagsuppdrag i oktober 2015. Hon leder sedan 2018 regeringens tandvårdsutredning. Hon är vice ordförande i Enskede-Årsta-Vantör stadsdelsförvaltning och sedan 2017 ordförande i Alla kvinnors hus.
Efter att Palm lämnat sitt riksdagsuppdrag har Palm tagit ut inkomstgaranti, som riksdagsledamöter får under fem år efter att ha avslutat sitt folkvalda uppdrag. Samtidigt hade Palm ett aktiebolag – Veronica Palm AB – där hon under 2018–2019 inte tog ut någon lön utan i stället tog beslut om aktieutdelning. Agerandet granskades av Riksdagens arvodesnämnd som kom fram till att den tidigare riksdagsledamoten ska betala tillbaka 130 000 kronor till Statens tjänstepensionsverk.

## Familj
Palm var tidigare gift med Roger Mogert, mångårigt borgarråd i Stockholms stad. Paret har tre döttrar.

## Författarskap
Palm kom 2018 ut med boken Systerskap: En feministisk idébok. Den beskriver politiska maktstrukturer där hon hävdar att män bedöms på ambition och kvinnor på konkreta meriter samt uttrycker en besvikelse över de kvinnor – inklusive Palm själv – som inte fanns med i Löfvens regering efter valsegern 2014.
År 2021 debuterade hon som författare av spänningsromaner med Inte alla män där hon hämtat inspiration från sina 13 år i maktens korridorer. En recensent beskriver boken som "riktigt spännande, tät och välskriven ... och tragisk".
Palm skriver krönikor för bland annat Dagens Arena och ETC. Sedan oktober 2021 driver Palm opinionsplattformen Rörelsen tillsammans med Peter Gustavsson.
2023 kom den andra boken om Emilia Berg ut. Boken utspelar sig till stor del under Almedalsveckan och berör hot och hat mot kvinnliga politiker. Handlingen kretsar kring en högerextrem konspiration mot kvinnor i politiken.

## Riksdagsuppdrag
- Suppleant socialutskottet (2002–2006)
- Ledamot utrikesutskottet (2002–2008)
- Suppleant i riksdagens delegation till Interparlamentariska unionen (2004–2006)
- Ledamot Krigsdelegationen (2008–2010)
- Vice ordförande socialförsäkringsutskottet (2008–2010)
- Vice ordförande skatteutskottet (2010–2011)
- Ordförande civilutskottet (2011–2014)
- Ledamot Krigsdelegationen (2008–2015)
- Vice ordförande socialutskottet (2014–2015)

## Övriga uppdrag
- Ledamot i Rädda Barnens styrelse
- Suppleant i styrelsen för Sveriges Allmännyttiga Bostadsföretag, SABO
- Vice ordförande i Enskede-Årsta-Vantör Stadsdelsförvaltning [13]
- Ordförande i Alla kvinnors hus[23]